# Last Day on Earth
Last Day on Earth je společné studiové album velšského hudebníka Johna Calea a amerického písničkáře Boba Neuwirtha z roku 1994. Jde o konceptuální album, jehož děj začíná ve chvíli, kdy turista hledá cestu dál.
Počátky projektu sahají až do září roku 1982, kdy spolu dvojice odehrála zčásti improvizované společné vystoupení v newyorském klubu The Kitchen. Dvojici zde doplnil saxofonista Ruskin Germino. První veřejné představení jejich zatím nedokončeného díla Last Day on Earth proběhlo v březnu 1990 v Brooklynu. Tato verze obsahovala čtrnáct písní, několik krátkých mluvených meziher, předehru a epilog. Písně vznikaly v kavárnách, kde se Neuwirth s Calem scházeli. Studiová verze alba byla nahrána ve studiu Skyline v New Yorku a dokončena v únoru 1994. Mixování probíhalo ve studiu RPM Studios a mastering pak v Sterling Sound.
Album bylo vydáno 26. dubna 1994 prostřednictvím vydavatelství MCA Records ve formátech CD a MC. Po vydání alba spolu dvojice odehrála společné turné po Evropě nazvané '99 Greenwich Delusion, při kterém je doprovázel smyčcový kvartet Soldier String Quartet, hráč na pedálovou steel kytaru B. J. Cole a zpěváci Sam Butler a Tiyé Giraud. Jeden z koncertů proběhl i v Lucerně v Praze dne 12. května 1994.
Skladba „Ocean Life“ byla použita jako ústřední motiv filmu Rhinoceros Hunting in Budapest režiséra Michaela Haussmana.

## Seznam skladeb
Autory všech skladeb jsou John Cale a Bob Neuwirth.
| Pořadí         | Název                                                  | Délka |
| -------------- | ------------------------------------------------------ | ----- |
| 1.             | Overture“ a) „A Tourist“ b) „A Contact“ c) „A Prisoner | 8:06  |
| 2.             | Café Shabu                                             | 5:37  |
| 3.             | Pastoral Angst                                         | 2:29  |
| 4.             | Who's in Charge?                                       | 2:53  |
| 5.             | Short of Time                                          | 3:08  |
| 6.             | Angel of Death                                         | 4:19  |
| 7.             | Paradise Nevada                                        | 5:33  |
| 8.             | Old China                                              | 3:13  |
| 9.             | Ocean Life                                             | 4:48  |
| 10.            | Instrumental                                           | 1:57  |
| 11.            | Modern World                                           | 5:53  |
| 12.            | Streets Come Alive                                     | 3:22  |
| 13.            | Secrets                                                | 4:19  |
| 14.            | Maps of the World                                      | 4:52  |
| 15.            | Broken Hearts                                          | 3:03  |
| 16.            | The High and Mighty Road                               | 5:03  |
| Celková délka: | Celková délka:                                         | 68:45 |

## Obsazení
Hudebníci
- John Cale – zpěv, klávesy, viola
- Bob Neuwirth – zpěv, banjo, harmonika
- Michael Brook – kytara
- David Tronzo – kytara
- Erik Sanko – baskytara
- Gerry Hemingway – perkuse
- Ben Perowsky – bicí
- Jenni Muldaur – zpěv
- Soldier String Quartet
  - David Soldier – housle, aranžmá smyčců
  - Lisa R. Gutkin – housle
  - Alicia A. Svigals – housle
  - Dawn M. Buckholz – violoncello

Technická podpora
- John Cale – produkce
- Bob Neuwirth – produkce
- Andy Green – asistent produkce
- Greg Calbi – mastering
- Roger Moutenot – mixing, zvukový inženýr
- Mary Ellen Mark – fotografie
- Tadanori Jokoo – obal alba
- Ayako Nagano – design
- Taki Ono – design
- Vartan